# 路南镇
路南镇，是中华人民共和国辽宁省营口市老边区下辖的一个乡镇级行政单位。

## 行政区划
路南镇下辖以下地区：
崔家席坊村、马圈子村、韩家学坊村、欢心甸村、太和庄村、白庙子村、大水塘村、前塘旗堡村、后塘旗堡村、江家房村、城子村、老爷庙村、赵平房村、新立村、光明村、钢铁村、新兴村、大兴村和董家村。